# Cornelis de Graeff
Cornelis de Graeff, Vrijheer van Zuid-Polsbroek, (Ámsterdam, 15 de octubre de 1599-ibídem, 4 de mayo de 1664) fue una importante figura política neerlandesa, regente y alcalde de Ámsterdam, diplomático y estadista. Provenía de la familia De Graeff, que en el Siglo de Oro, junto con la familia Bicker por matrimonio, ostentaba el poder político y ricas en Ámsterdam, Holanda y finalmente los Países Bajos. En el primer período sin gobernador a partir de 1650, impulsado por De Graeff, se le consideraba, junto con su sobrino Johan de Witt, el principal protagonista republicano. Esta progresiva cooperación con su protegido, el gran pensionario De Witt fue un importante eje político que ordenó el sistema político dentro de la república.

## Familia

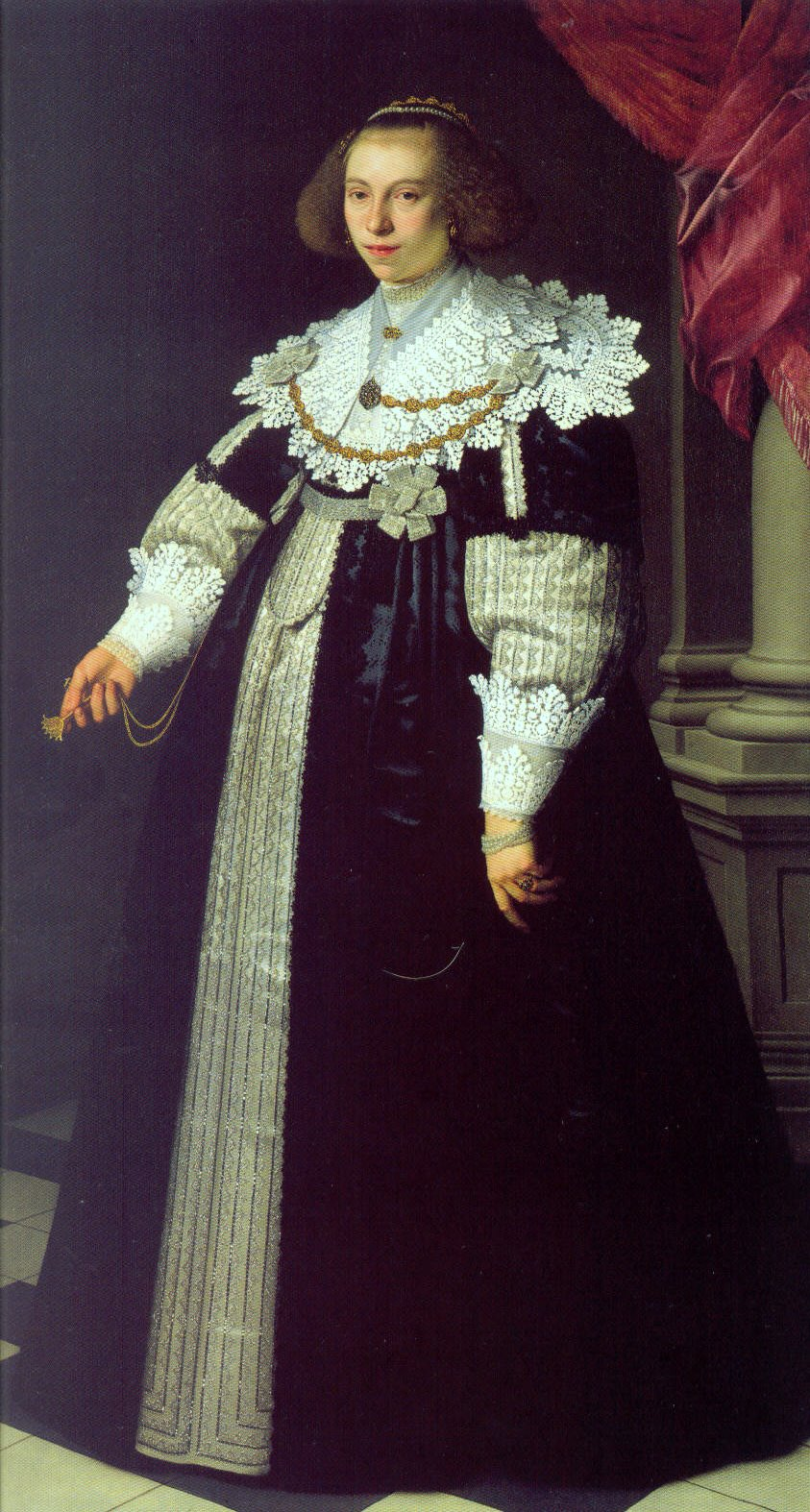
Retrato De Graeffs esposa Catharina Hooft en 1636

Su padre fue el Regente y Alcalde de Ámsterdam Jacob Dircksz de Graeff, Señor alodial del feudo semisoberano de Zuid-Polsbroek y Señor de Sloten, Osdorp, Nieuwer-Amstel y Amstelveen, y su madre fue Aeltje Boelens Loen.
Cornelis y su hermano Andries de Graeff fueron regentes y alcaldes de Ámsterdam durante la época dorada holandesa y se convirtieron en  regentes y estatúderes de los Países Bajos después de la muerte súbita de Guillermo II de Orange-Nassau. A mediados del siglo XVII, controló las finanzas y la política de la ciudad, en colaboración estrecha con su tío el gran pensionario Johan de Witt. Se opuso a la Casa de Orange-Nassau y era el sucesor moderado a la disputa republicana de Andries Bicker. De Graeff fue también el fundador de una familia de regentes que conservó el poder y la influencia durante siglos y produjo a un número de ministros. Fue medio-soberano Barón de Zuidpolsbroek y Señor de Sloten y Amstelveen, cerca de Ámsterdam. Posteriormente Cornelis de Graeff fue presidente de la Compañía Holandesa de las Indias Orientales.

## Carrera

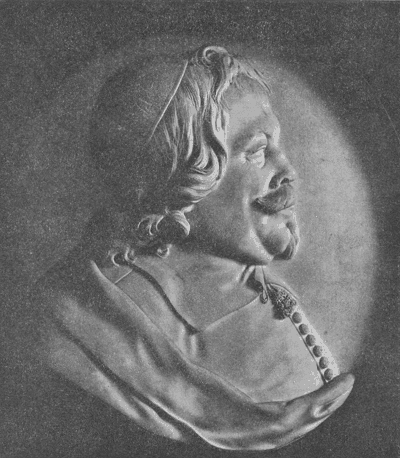
Retrato de Cornelis de Graeff (1660), por Artus Quellinus, Rijksmuseum Ámsterdam

Cornelis de Graeff fue administrador de la Compañía Neerlandesa de las Indias Orientales, miembro del Vroedschap de Ámsterdam a partir de 1639 y alcalde en diez ocasiones entre 1643-62 durante los tiempos difíciles del primer periodo sin Estatúder. Comenzó su carrera como capitán de la Milicia urbana de la ciudad, y es su compañía la que fue retratada en 1642 por Jacob Adriaensz. Backer (obra que se encuentra en el Rijkmuseum Ámsterdam). 
En 1648 De Graeff fue uno de los promotores del nuevo ayuntamiento, inaugurado en 1655. Su cima política llegó con su nombramiento como alcalde de la presidencia de Ámsterdam, junto con Johan Huydecoper van Maarsseveen. 
Junto con su hermano Andries, Andries Bicker, Cornelis Bicker y Jacob de Witt era De Graeff apoyaba la Paz de Münster (1648) y en mayo de 1650 presentó una propuesta para reducir el tamaño del ejército, ocasionando un conflicto político. En el fracasado ataque contra Ámsterdam de 1650, De Graeff se dio cuenta de que alcalde Andries Bicker y varios de sus famliares tenían que abandonar el Vroedschap.
Alrededor 1650, De Graeff levantó una residencia en el campo, ahora conocida como el Palacio Soestdijk, que fue vendido más adelante por su hijo al Guillermo III de Orange-Nassau del estatúder del Netherland en 1674. Cornelis de Graeff hablaba numerosas lenguas vivas, pero también dominaba el griego, hebreo, caldeo, sirio y árabe. Él nunca fue a la iglesia, pero solamente por razones políticas. Fue mecenas de Rembrandt van Rijn, Gerard ter Borch, Jacob Jordaens, Artus Quellinus, Jan Lievens, Jurriaen Ovens, Joost van den Vondel y  Jan Vos y encargó ocho pinturas a Govert Flinck para el ayuntamiento.

### Política internacional

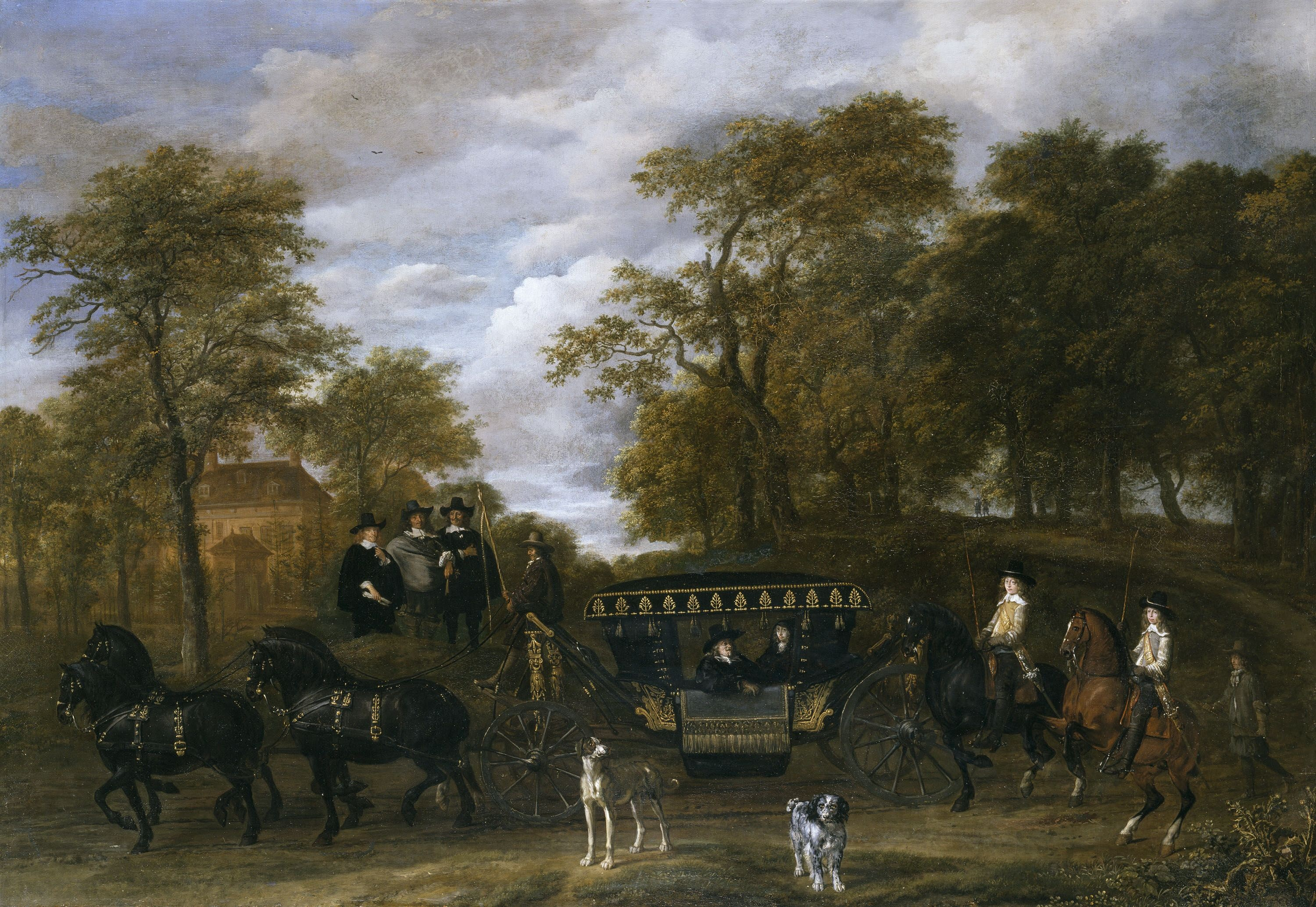
Cornelis de Graeff y su familia llegando al Soestdijk (1656/60), Retrato por Jacob Ruysdael, Galería Nacional de Irlanda

En 1653 comenzó la colaboración política entre Cornelis de Graeff y con su sobrino, el gran pensionario Johan de Witt. El joven político fue nombrado pensionista municipal de los Estados de Holanda y Frisia Occidental con la aprobación expresa de De Graeff. La relación entre estos dos personajes distintos era una combinación de parentesco cercano y respeto mutuo. De Graeff era un igual político a De Witt como ningún otro.
Esta cooperación entre los dos políticos también fue la clave del éxito en la primera guerra anglo-neerlandesa. En 1654, debido a la presión de De Witt y De Graeff, la Paz de Westminster y la cláusula secreta creada por los dos estadistas, Acta de Seclusion, por la que se excluía a Guillermo III, Príncipe de Orange del cargo de Estatúder. Esta resolución fue redactada por De Graeff en colaboración con De Witt y Hieronymus van Beverningh. A pesar del acto de resolución, De Graeff siguió disfrutando de la confianza de la Casa de Orange. La princesa inglesa María Enriqueta Estuardo le ofreció la tutela de su hijo Guillermo III. en.

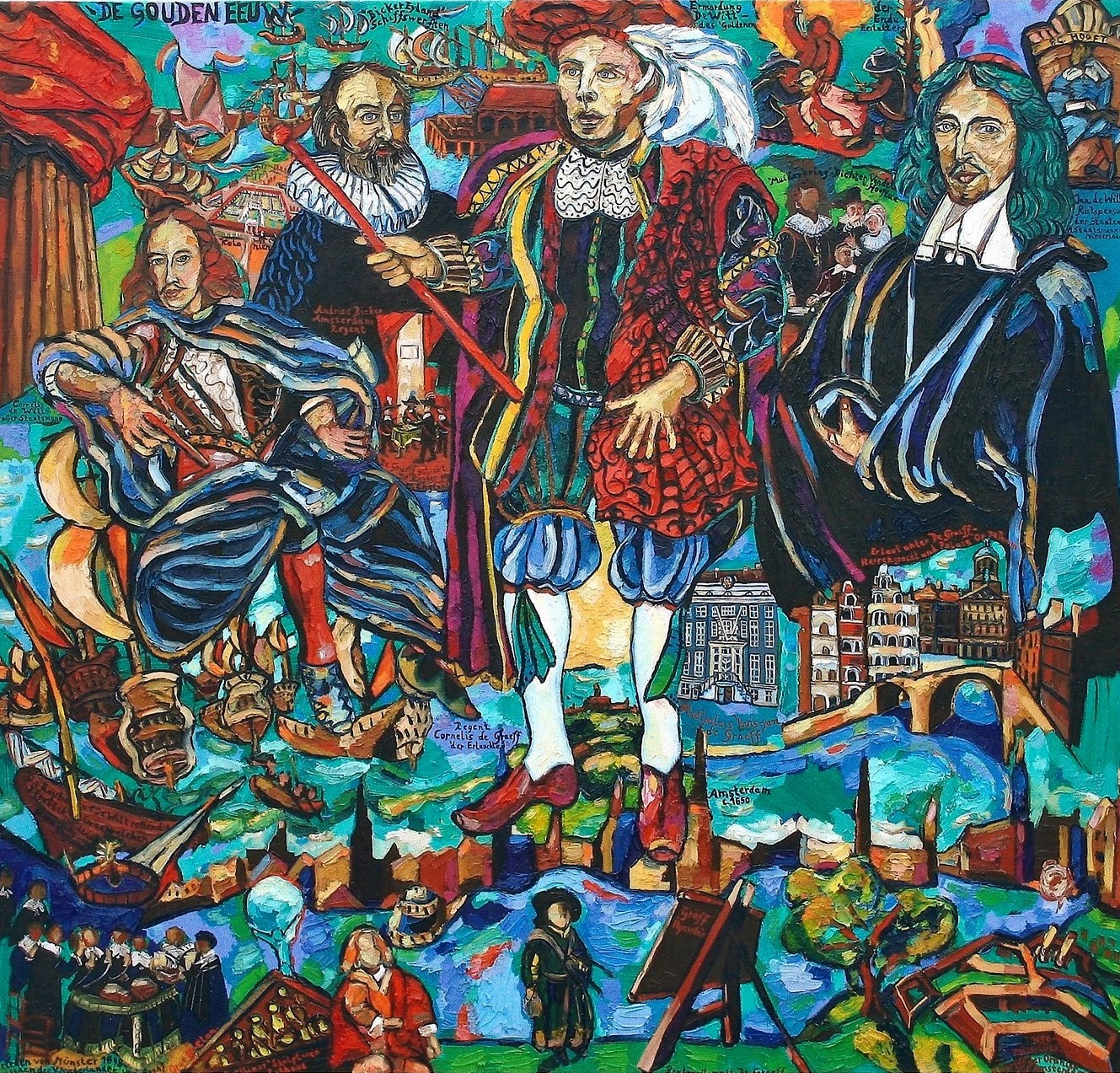
Pintura histórica "De Gouden eeuw" sobre la familia De Graeff en el Siglo de Oro neerlandés. Los protagonistas se muestran en torno a Cornelis de Graeff (central) y sus familiares Johan de Witt (derecha), Cornelis de Witt (izquierda) y Andries Bicker (segundo desde la izquierda), así como algunos acontecimientos notables de esa época. (pintura de Matthias Laurenz Gräff, 2007)

Ámsterdam bajo regente y alcalde Cornelis de Graeff habían alcanzado el cénit de su póder y en 1656 montó a expedición bajo Michiel de Ruyter al mar Mediterráneo y - durante la guerra entre Polonia y la Suecia de Carlos X Gustavo de Suecia - otra bajo Jacob van Wassenaer Obdam al mar Báltico. Afortunadamente para los Países Bajos, esta guerra terminó en Danzig de manera neutral. Los cuatro alcaldes más fuertes decidieron enviar a Coenraad van Beuningen a Copenhague para incitar aDinamarca a entrar en guerra contra Suecia. Para sorpresa de todos, el rey sueco atravesó Jutlandia por el Gran Belt hasta Copenhague en mitad del invierno. En una segunda expedición para ayudar a Copenhague, Witte de With participó en la batalla de Sound. Cornelis de Graeff se preparaba entonces para iniciar la lucha contra Suecia, desoyendo los consejos de los grandes pensionarios, pero la inesperada muerte de Cuando Carlos Gustavo en 1660 pone fin a las hostilidades. Ámsterdam bajo De Graeffenvió también al almirante Michiel de Ruyter del almirante contra Inglaterra, desobedeciendo las órdenes del parlamento de los Países Bajos

### Guillermo III
En septiembre de 1660, los Estados Generales de los Países Bajos decidieron hacerse cargo de la educación del joven Guillermo III, que pasó mucho tiempo en compañía de De Graeff en el Palacio de Soestdijk

## Descendencia
De Graeff y su esposa Catharina Hooft tuvo dos hijos:
- Pieter (1638 - 1707), medio-soberano Señor de Zuid-Polsbroek y 19. medio-soberano Señor de Purmerland y Ilpendam, Regente de Ámsterdam, Presidente de la Compañía Holandesa de las Indias Orientales, asesor de Johan de Witt, casado con Jacoba Bicker
- Jacob (1642 - 1690), 18. medio-soberano Señor de Purmerland y Ilpendam, casado con Maria van der Does († 1666)

| Predecesor: Jacob Dircksz de Graeff | Medio-soberano Señor de Zuid-Polsbroek 1638 - 1664 | Sucesor: Pieter de Graeff    |
| Predecesor: Jacob Dircksz de Graeff | Señor de Sloten y Amstelveen 1638 - 1664           | Sucesor: Ciudad de Ámsterdam |
| Predecesor: Andries Bicker          | Regente y Alcalde de Ámsterdam 1646 - 1664         | Sucesor: Andries de Graeff   |